# Anania albeoverbascalis
Anania albeoverbascalis is een vlinder uit de familie van de grasmotten (Crambidae). De wetenschappelijke naam van deze soort is voor het eerst voorgesteld door Hiroshi Yamanaka in een publicatie uit 1966.
De spanwijdte bedraagt 20 millimeter.
De soort komt voor in China, Zuid-Korea en Japan.